# لورانس ميخائيل دي فالكو
لورانس ميخائيل دي فالكو (بالإنجليزية: Lawrence Michael De Falco)‏ هو كاهن كاثوليكي أمريكي، ولد في 25 أغسطس 1915 في ماكيسبورت في الولايات المتحدة، وتوفي في 22 سبتمبر 1979 بسبب سرطان البنكرياس.